# Kiss Me Again (1925)
Kiss Me Again (bra: Beija-Me Outra Vez) é um filme mudo do gênero comédia romântica produzido nos Estados Unidos, dirigido por Ernst Lubitsch e lançado em 1925. Foi protagonizado por Marie Prevost, Monte Blue e Clara Bow.
Este filme teria um remake sonoro em 1941, do próprio Lubitsch: That Uncertain Feeling.